# Loloan Barat
Loloan Barat is een bestuurslaag in het regentschap Jembrana van de provincie Bali, Indonesië. Loloan Barat telt 3667 inwoners (volkstelling 2010).